# Boana botumirim
Boana botumirim é uma espécie de anfíbio da família Hylidae. Endêmica do Brasil, pode ser encontrada no município de Botumirim, no estado de Minas Gerais.